# Ford Field
El Ford Field es un estadio de fútbol americano en la ciudad de Detroit (Míchigan), Estados Unidos, el que juegan los Detroit Lions de la NFL.
Fue la sede del Super Bowl XL jugado en 2006 donde los Pittsburgh Steelers ganaron el campeonato de la NFL sobre los Seattle Seahawks.
También fue sede de la lucha libre Wrestlemania 23 el 1 de abril de 2007 o de la Final Four de la NCAA de baloncesto el 6 de abril de 2009.
El estadio tiene techo cerrado, lo que permite su utilización todos los días del año. Los paneles laterales del techo son translúcidos, de modo que durante el día se requiere menor iluminación artificial que en un estadio techado tradicional.

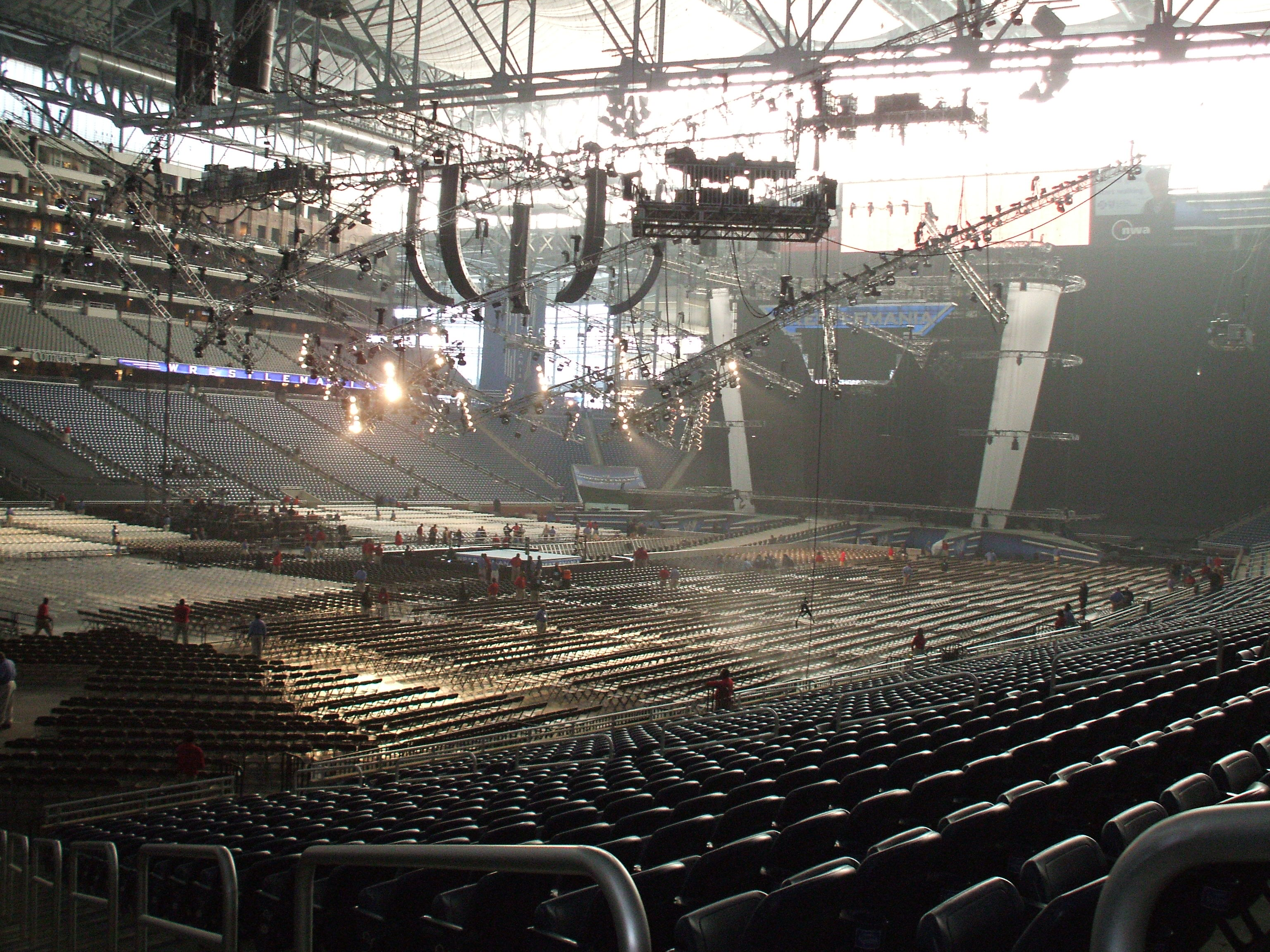
El Ford Field, estadio donde se realizó el Wrestlemania 23, antes del evento.

| Predecesor: ALLTEL Stadium Super Bowl XXXIX | Estadio del Super Bowl Super Bowl XL | Sucesor: Dolphin Stadium Super Bowl XLI |